# ديان ساندز
ديان ساندز (بالإنجليزية: Diane Sands)‏ (ولدت في 23 مارس 1947) وهي سياسية أمريكية من ولاية مونتانا. تعمل ديان في الحزب الديمقراطي في ولاية مونتانا، وتمثل مقاطعة الحي 95 ، ومقرها في ميسولا (مونتانا).

## حياتها
ولدت ديان في سانت أغناتيوس (مونتانا)، وحصلت على بكالوريوس الآداب من جامعة مونتانا قبل قيامها بالدراسات العليا في جامعة جورج واشنطن في واشنطن العاصمة.
بدأت ساندز مسيرتها المهنية في المجلس التشريعي لولاية مونتانا في عام 1996 ، عندما تم تعيينها كمرشحة ديمقراطية لمجلس النواب في الدائرة 66. تم تعيين المرشح السابق، النائب الحالي مايك كاداس، عمدة ميسولا بعد استقالة دانييل كيميس. وقد تم انتخابها، دون معارضة، في نوفمبر 1996 وتولت منصبها في يناير 1997. ولم ترشح لإعادة الانتخاب في عام 1998 عندما أجبرتها وظيفتها على الانتقال إلى ولاية أوريغون.
في عام 2006 ، عندما تم تعيين النائب توم فيسى (د - ميسولا) بعد ثماني سنوات في الحزب الجمهوري، رشحت ساندز نفسها لتخلفه في الدائرة رقم 95. لم تواجه معارضة رئيسية وهزمت منافسها الجمهوري بنسبة 60٪ إلى 40٪. أعيد انتخابها في عام 2008 وعام 2010.
كانت ديان أول عضوة مثلية جنسياً علنا في المجلس التشريعي. وهي الآن تعمل جنباً إلى جنب مع نائبين آخرين من المثليين، هما السناتور كريستين كوفمان (D – Helena) والنائب برايس بينيت (D – Missoula). فازت حملتها عام 1996 بدعم من صندوق النصر المتكون من المثليين والمثليات.
شريكة حياتها، آن ماري دوسولت، خدمت مرة واحدة في الهيئة التشريعية في مونتانا. تولت منصبها في عام 1975 وخدمت أربع سنوات. وقالت انها سوف تذهب للعمل في لجنة مقاطعة ميسولا. وهي لم تكن مثلية جنسياً في ذلك الوقت.

## وصلات خارجية
- Legislative homepage
- Diane Sands Papers (University of Montana Archives)